# 紅眼鯔
紅眼鯔為輻鰭魚綱 鯔形目鯔科的其中一種，分布於西大西洋區，從美國佛羅里達州至南美洲北部海域，體長可達67公分，棲息在沿岸海域，可做為食用魚。